# كوبا ساباتيني 2017
كوبا ساباتيني 2017   هو سباق دراجات هوائية، وهو الموسم رقم 65 من السباق، وأقيم في 28 سبتمبر 2017، وهو من نوع سباق يوم واحد.
فاز فيه بالمركز الأول أندريا باسكولون، وبالمركز الثاني سوني كولبريلي، وبالمركز الثالث فرانسيسكو جافازي.

## الفائزون
| الترتيب | الفائز           |
| ------- | ---------------- |
| الفائز  | أندريا باسكولون  |
| الثاني  | سوني كولبريلي    |
| الثالث  | فرانسيسكو جافازي |